# FA Trophy
Le Football Association Challenge Trophy, appelé le FA Trophy, est une compétition de football à élimination directe anglaise, fondée en 1969, réservée aux clubs semi-professionnels de la cinquième à la huitième division.
Il ne faut pas confondre cette compétition avec la FA Cup ou l'EFL Trophy, qui acceptent les clubs professionnels, ni avec la FA Vase, réservée aux clubs amateurs.

## Histoire
La compétition est créée par la Fédération anglaise de football en 1969 afin de permettre aux équipes semi-professionnelles de s'affronter pour avoir la chance de jouer à Wembley. Des clubs entièrement amateurs ont participé à la FA Amateur Cup, qui existe depuis longtemps, mais la plupart des grands clubs hors championnat ont versé au moins une forme de paiement à leurs joueurs et n'ont donc pas pu participer à la Coupe Amateur. Le premier vainqueur de la compétition est Macclesfield Town, pensionnaire de Northern Premier League, qui bat Telford United (en) de Southern League en finale. Les clubs de la Northern Premier League dominent la première décennie de la compétition, Telford United étant la seule équipe de Southern League à briser l'emprise des clubs du nord sur la compétition. Au cours des premières années de son existence, la compétition s'efforce d'atteindre le même niveau de prestige que la Coupe Amateur, établie de longue date.
En 1974, la FA supprime la distinction entre le statut officiel de professionnel et d'amateur et met fin à la Coupe Amateur, et le trophée compté rapidement 300 participants, chiffre qui diminue progressivement jusqu'à ce que, en 1991, seuls quelque 120 clubs y participent. En 1978, la FA déplace la finale du trophée au samedi suivant immédiatement la finale de la FA Cup afin de lui donner une durée de vie plus longue et d'éviter tout conflit avec les programmes de championnat des clubs, qui avaient auparavant réduit le prestige de la compétition.
En 1979, les principales équipes de Southern et Northern Premier League forment la nouvelle Alliance Premier League, et les équipes de cette ligue dominent le trophée pendant les années 1980, bien qu'au cours de la saison 1980-1981, Bishop's Stortford (en), de la relativement modeste Isthmian League First Division, participe au tour préliminaire et gagne douze matches pour atteindre la finale, où le club bat Sutton United. La victoire de Telford United (en) en 1989 fait d'eux la deuxième équipe à remporter le trophée trois fois. Entre 1990 et 2000, trois autres équipes remportent plusieurs victoires. L'ancien international d'Irlande du Nord Martin O'Neill, dans son troisième rôle de manager, mène les Wycombe Wanderers à deux victoires, Geoff Chapple également avec Kingstonian (en) à deux victoires et même à trois avec et le Woking. Le tout en l'espace de sept ans,. Après la période de succès de Chapple, Mark Stimson devient le premier homme à entraîner l'équipe gagnante du trophée lors de trois saisons successives, lorsqu'il conduit le Grays Athletic à la victoire en 2005 et 2006 et répète l'exploit avec son nouveau club Stevenage Borough, en 2007.
De 2001 à 2007, la compétition est sponsorisée par Umbro, puis, pour la saison 2007-2008, par Carlsberg,.

## Organisation
Cette compétition est réservée aux clubs semi-professionnels évoluant en National League, National League North, National League South, Northern Premier League, Southern Football League ou Isthmian Football League et organisé sur 3 tours de qualification et 8 tours de phase finale :
- Niveau 5 : National League : 24 équipes (exempts des trois tours de qualification et deux premiers tours)
- Niveau 6 : National League North et National League South : 24x2 = 48 équipes (exempts des trois tours de qualification et du premier tour)
- Niveau 7 : Divisions de Northern Premier League, Southern Football League ou Isthmian Football League : 22x4 = 88 équipes (exempts des deux premiers tours de qualification)
- Niveau 8 : Divisions de Northern Premier League, Southern Football League ou Isthmian Football League : 20x8 = 160 équipes

## Palmarès
| Saison    | Vainqueur                     | Score                     | Finaliste               | Stade                             |
| --------- | ----------------------------- | ------------------------- | ----------------------- | --------------------------------- |
| 1969-1970 | Macclesfield Town             | 2 - 0                     | Telford United (en)     | Wembley (ancien)                  |
| 1970-1971 | Telford United                | 3 - 2                     | Hillingdon Borough (en) | Wembley (ancien)                  |
| 1971-1972 | Stafford Rangers              | 3 - 0                     | Barnet                  | Wembley (ancien)                  |
| 1972-1973 | Scarborough                   | 2 - 1 a. p.               | Wigan Athletic          | Wembley (ancien)                  |
| 1973-1974 | Morecambe                     | 2 - 1                     | Dartford                | Wembley (ancien)                  |
| 1974-1975 | Matlock Town (en)             | 4 - 0                     | Scarborough             | Wembley (ancien)                  |
| 1975-1976 | Scarborough (2)               | 3 - 2 a. p.               | Stafford Rangers        | Wembley (ancien)                  |
| 1976-1977 | Scarborough (3)               | 2 - 1                     | Dagenham & Redbridge    | Wembley (ancien)                  |
| 1977-1978 | Altrincham                    | 3 - 1                     | Leatherhead (en)        | Wembley (ancien)                  |
| 1978-1979 | Stafford Rangers (2)          | 2 - 0                     | Kettering Town          | Wembley (ancien)                  |
| 1979-1980 | Dagenham & Redbridge          | 2 - 1                     | Mossley (en)            | Wembley (ancien)                  |
| 1980-1981 | Bishop's Stortford (en)       | 1 - 0                     | Sutton United           | Wembley (ancien)                  |
| 1981-1982 | Enfield (en)                  | 1 - 0 a. p.               | Altrincham              | Wembley (ancien)                  |
| 1982-1983 | Telford United                | 2 - 0                     | Northwich Victoria      | Wembley (ancien)                  |
| 1983-1984 | Northwich Victoria            | 1 - 1 (rejoué, 2 - 1)     | Bangor City             | Wembley (ancien), Victoria Ground |
| 1984-1985 | Wealdstone                    | 2 - 1                     | Boston United           | Wembley (ancien)                  |
| 1985-1986 | Altrincham (2)                | 1 - 0                     | Runcorn (en)            | Wembley (ancien)                  |
| 1986-1987 | Kidderminster Harriers        | 0 - 0 (rejoué, 2 - 1)     | Burton Albion           | Wembley (ancien), The Hawthorns   |
| 1987-1988 | Enfield (2)                   | 0 - 0 (rejoué, 3 - 2)     | Telford United          | Wembley (ancien), The Hawthorns   |
| 1988-1989 | Telford United (3)            | 1 - 0 a. p.               | Macclesfield Town       | Wembley (ancien)                  |
| 1989-1990 | Barrow                        | 3 - 0                     | Leek Town (en)          | Wembley (ancien)                  |
| 1990-1991 | Wycombe Wanderers             | 2 - 1                     | Kidderminster Harriers  | Wembley (ancien)                  |
| 1991-1992 | Colchester United             | 3 - 1                     | Witton Albion (en)      | Wembley (ancien)                  |
| 1992-1993 | Wycombe Wanderers (2)         | 4 - 1                     | Runcorn                 | Wembley (ancien)                  |
| 1993-1994 | Woking                        | 2 - 1                     | Runcorn                 | Wembley (ancien)                  |
| 1994-1995 | Woking (2)                    | 2 - 1 a. p.               | Kidderminster Harriers  | Wembley (ancien)                  |
| 1995-1996 | Macclesfield Town (2)         | 3 - 1                     | Northwich Victoria      | Wembley (ancien)                  |
| 1996-1997 | Woking (3)                    | 1 - 0 a. p.               | Dagenham & Redbridge    | Wembley (ancien)                  |
| 1997-1998 | Cheltenham Town               | 1 - 0                     | Southport               | Wembley (ancien)                  |
| 1998-1999 | Kingstonian (en)              | 1 - 0                     | Forest Green Rovers     | Wembley (ancien)                  |
| 1999-2000 | Kingstonian (2)               | 3 - 2                     | Kettering Town          | Wembley (ancien)                  |
| 2000-2001 | Canvey Island                 | 1 - 0                     | Forest Green Rovers     | Villa Park                        |
| 2001-2002 | Yeovil Town                   | 2 - 0                     | Stevenage Borough       | Villa Park                        |
| 2002-2003 | Burscough (en)                | 2 - 1                     | Tamworth                | Villa Park                        |
| 2003-2004 | Hednesford Town (en)          | 3 - 2                     | Canvey Island           | Villa Park                        |
| 2004-2005 | Grays Athletic                | 1 - 1 (6 - 5 t. a. b.)    | Hucknall Town (en)      | Villa Park                        |
| 2005-2006 | Grays Athletic (2)            | 2 - 0                     | Woking                  | Boleyn Ground                     |
| 2006-2007 | Stevenage Borough             | 3 - 2                     | Kidderminster Harriers  | Wembley (nouveau)                 |
| 2007-2008 | Ebbsfleet United              | 1 - 0                     | Torquay United          | Wembley (nouveau)                 |
| 2008-2009 | Stevenage Borough (2)         | 2 - 0                     | York City               | Wembley (nouveau)                 |
| 2009-2010 | Barrow (2)                    | 2 - 1 a. p.               | Stevenage Borough       | Wembley (nouveau)                 |
| 2010-2011 | Darlington                    | 1 - 0 a. p.               | Mansfield Town          | Wembley (nouveau)                 |
| 2011-2012 | York City                     | 2 - 0                     | Newport County          | Wembley (nouveau)                 |
| 2012-2013 | Wrexham                       | 1 - 1 (4 - 1 t. a. b.)    | Grimsby Town            | Wembley (nouveau)                 |
| 2013-2014 | Cambridge United              | 4 - 0                     | Gosport Borough (en)    | Wembley (nouveau)                 |
| 2014-2015 | North Ferriby United (en) (1) | 3 - 3 (5 - 4 t. a. b.)    | Wrexham                 | Wembley (nouveau)                 |
| 2015-2016 | Halifax Town                  | 1 - 0                     | Grimsby Town            | Wembley (nouveau)                 |
| 2016-2017 | York City (2)                 | 3 - 2                     | Macclesfield Town       | Wembley (nouveau)                 |
| 2017-2018 | Brackley Town                 | 1 - 1 ap (5 - 4 t. a. b.) | Bromley                 | Wembley (nouveau)                 |
| 2018-2019 | AFC Fylde                     | 1 - 0                     | Leyton Orient           | Wembley (nouveau)                 |
| 2019-2020 | Harrogate Town                | 1 - 0                     | Concord Rangers         | Wembley (nouveau)                 |
| 2020-2021 | Hornchurch (en)               | 3 - 1                     | Hereford (en)           | Wembley (nouveau)                 |
| 2021-2022 | Bromley                       | 1 - 0                     | Wrexham                 | Wembley (nouveau)                 |
| 2022-2023 | Halifax Town (2)              | 1 - 0                     | Gateshead               | Wembley (nouveau)                 |
| 2023-2024 | Gateshead                     | 2 - 2 ap (5 - 4 t. a. b.) | Solihull Moors          | Wembley (nouveau)                 |
| 2024-2025 | Aldershot Town                | 3 - 0                     | Spennymoor Town (en)    | Wembley (nouveau)                 |